# تیم آستانه
تیم آستانه (انگلیسی: Astana Pro Team) یک تیم دوچرخه‌سواری جاده در آستانه، قزاقستان است.
این تیم که در سال ۲۰۰۷ تأسیس شده به عنوان یک تیم حرفه‌ای در مسابقات تور جهانی دوچرخه‌سواری شرکت می‌کند. از معروف‌ترین دوچرخه‌سواران تیم آستانه می‌توان به لانس آرمسترانگ، الکساندر وینوکورف، فابیو آرو و وینچنزو نیبالی اشاره کرد.